# Polytrichum subpilosum
Polytrichum subpilosum är en bladmossart som beskrevs av Palisot de Beauvois 1805. Polytrichum subpilosum ingår i släktet björnmossor, och familjen Polytrichaceae. Inga underarter finns listade i Catalogue of Life.